# Пекан-Тутонг
Пекан-Тутонг — один з 8 мукімів (районів) округи (даера) Тутонг, у центрі Брунею. На території мукіму знаходиться адміністративний центр округи, місто Тутонг.
Населення Тутонгу складає близько 16 тисяч осіб.
Перша лікарня в Тутонгу з'явилася 1933 року.

## Райони
- Пекан Тутонг
- Букіт Бендера
- Кампонг Суран
- Кампонг Сунгаі Басонг
- Кампонг Панчор Папан
- Кампонг Панчор Дуліт
- Кампонг Сенгкараі
- Кампонг Серамбангун
- Кампонг Пенанйонг
- Кампонг Танах Бурок
- Кампонг Куала Тутонг
- Кампонг Пенабаі
- Бінтура